# Karel I van Bourbon (bisschop)

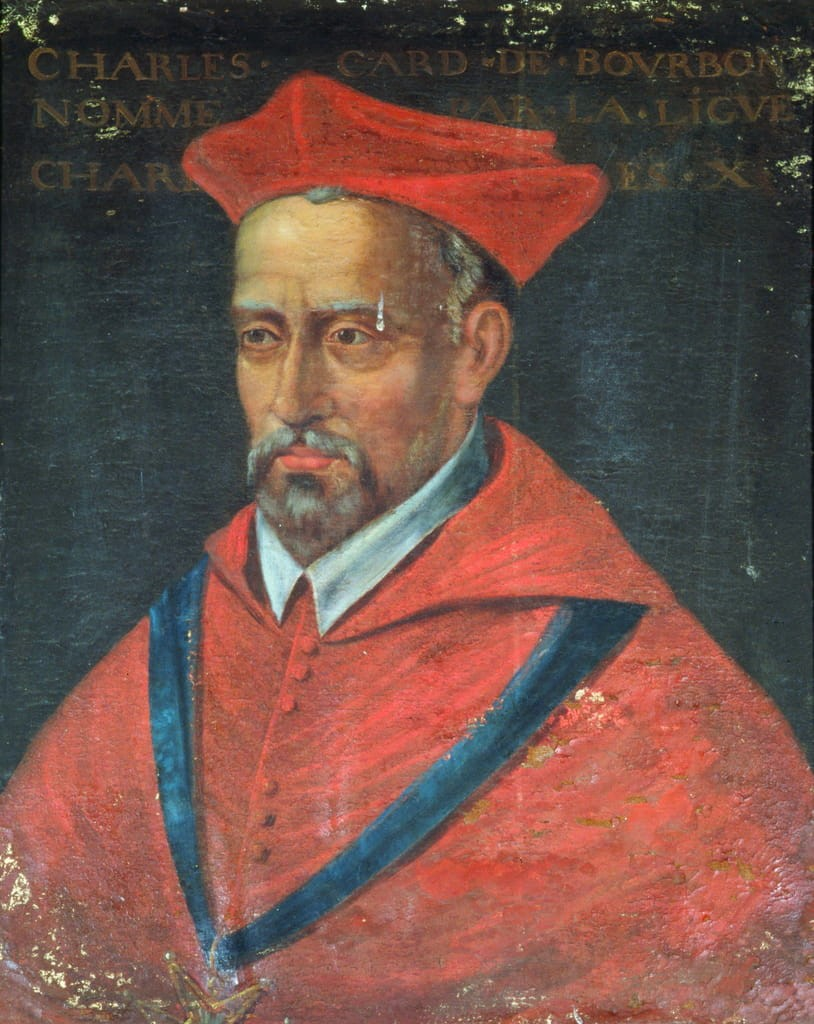
Kardinaal-aartsbisschop Karel I van Bourbon

Karel I van Bourbon (La Ferté-sous-Jouarre, 22 september 1523 - Fontenay-le-Comte, 9 mei 1590) was kardinaal-aartsbisschop van Rouen in Normandië.
Hij was een van de weinige familieleden Bourbon die niet overging tot het protestantisme. De katholieke Liga verkoos hem tot tegenkoning van Frankrijk, onder de naam Karel X (1589-1590).

## Familie
Hij was een zoon van Karel IV van Bourbon en Françoise van Alençon. De meeste familieleden van het Huis Bourbon gingen over tot het protestantisme. Zo was zijn broer Lodewijk I van Bourbon-Condé, hoofd van de hugenoten in Frankrijk. Zelf had Karel één zoon: Nicolas Poulain. Karel was een neef van kardinaal Lodewijk van Bourbon-Vendôme (1493-1557). Zijn oom noemde zichzelf kardinaal van Bourbon; daarom noemde Karel zich kardinaal van Vendôme om zich te onderscheiden van zijn oom.

## Kerkelijke carrière

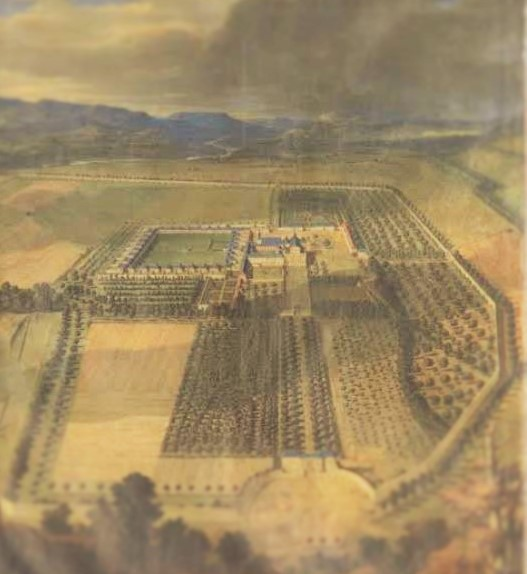
Hij stichtte het Kartuizerklooster van Aubevoye op een van zijn domeinen

Hij studeerde aan de Collège de Navarre in Parijs. Karel van Bourbon bouwde als prelaat een kerkelijke carrière uit, die hem tot de een van de meest welstellende Franse prinsen maakte. Hij was een belangrijke grootgrondbezitter. De lijst van zijn kerkelijke benoemingen is de volgende:
- kanunnik in de kathedraal van Meaux
- bisschop van Nevers (1540-1546)
- bisschop van Saintes (1544-1550)
- bisschop van Nantes (1550-1554)
- aartsbisschop van Rouen (1550-1590), wat hem de titel opleverde van primaat van het hertogdom Normandië; tot zijn dood bleef hij aartsbisschop van Rouen.
- graaf-bisschop van Beauvais (1569-1575), wat hem de titel opleverde van Pair van Frankrijk
- apostolisch administrator van Carcassonne (1550-1553) en (1565-1567)
- In 1548 benoemde paus Paulus III hem tot kardinaal, met de titel van kardinaal-diaken van San Sisto en kardinaal-diaken van San Crisogono in Rome
- pauselijk legaat met residentie in Avignon
- Hij was abt van een twintigtal abdijen, waarvan hij de prebenden genoot. De grootste abdij was deze van de benedictijnen van Jumièges, in Normandië. Zelf stichtte Karel van Bourbon het kartuizerklooster in Aubevoye dicht bij zijn aartsbisschoppelijke residentie.

Als bestuurlijke functies voor de staat was hij onder meer gouverneur van Parijs en gouverneur-generaal van Ile-de-France. Hij behoorde tot de directe raadgevers van Catharina de Medicis, regentes in Frankrijk voor haar minderjarige zonen. Hij vergezelde Catharina op haar reizen en fungeerde als contactpersoon voor zijn protestantse familieleden. Hij nam deel aan het Overleg van Poissy, tussen katholieken en hugenoten (1561). Toen koning Hendrik III de Orde van de Heilige Geest oprichtte (1578), was Karel van Bourbon een van de eerste gedecoreerden.

## Tegenkoning

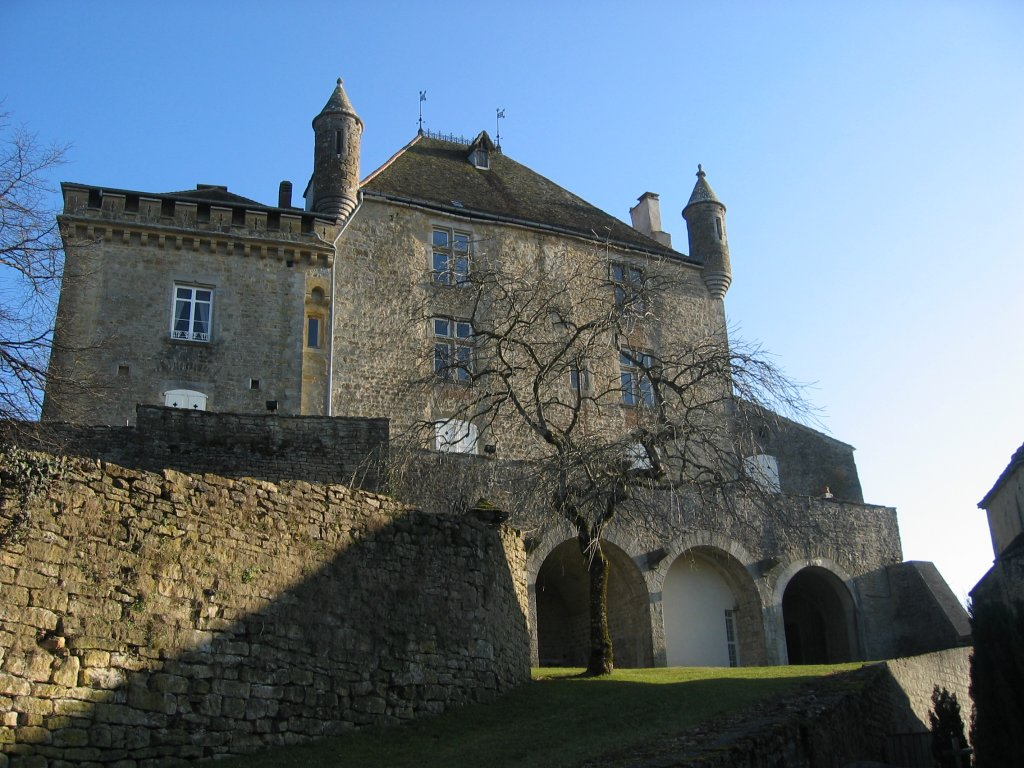
Gevangenschap in het kasteel van Frontenay

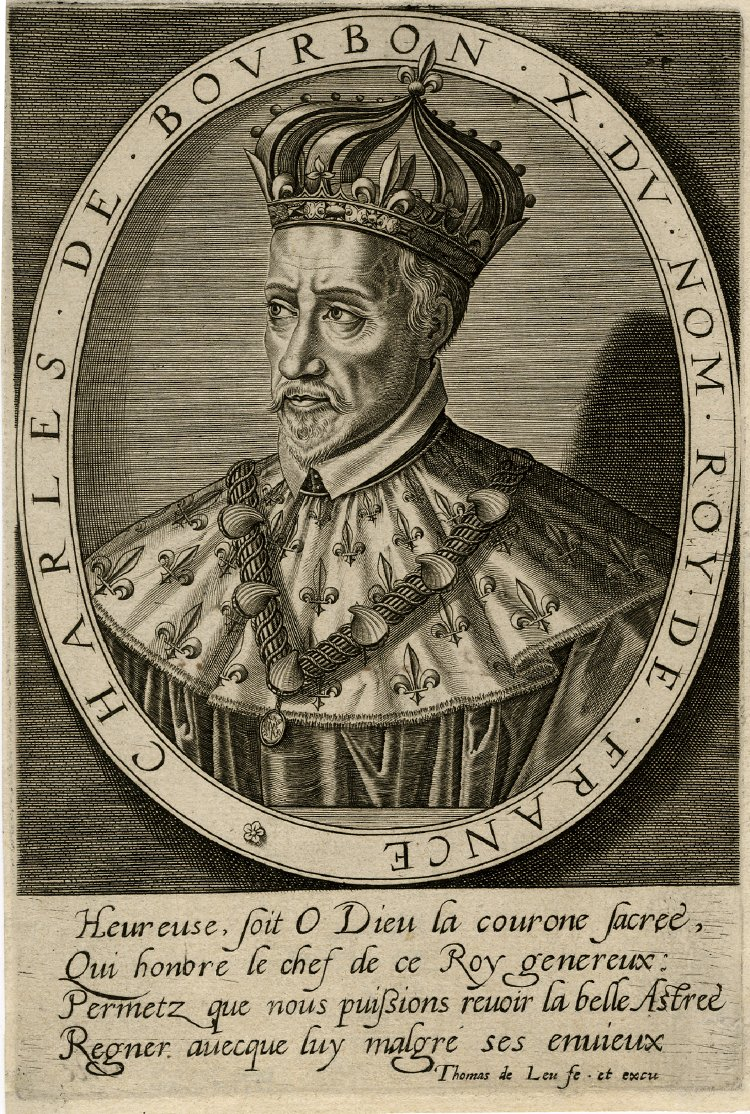
Tegenkoning Karel X van Bourbon (1589-1590)

Aartsbisschop Karel van Bourbon werd een speelbal tussen katholieken en hugenoten in de Hugenotenoorlogen. De katholieken wilden dat hij een actievere rol speelde, méér dan een diplomatieke rol achter de schermen of een protocollaire functie. Na de dood van prins Frans van Anjou (1584) had koning Hendrik III geen troonopvolger meer; de hugenoot Hendrik van Navarra van het Huis Bourbon noemde zich alvast troonpretendent. De Heilige Liga van katholieken benoemde Karel van Bourbon tot troonpretendent (1584). Dit was een merkwaardige keuze want "kroonprins" Karel van Bourbon was 20 jaar ouder dan koning Hendrik III, en, bovendien, een prelaat heeft geen wettige erfgenamen om een dynastie te stichten.
De politieke demarche van Karel van Bourbon leidde in 1588 tot zijn arrestatie. De arrestatie was bevolen door de Staten-Generaal in Blois. De prelaat werd opgesloten in het kasteel van Frontenay.
In 1589 werd koning Hendrik III vermoord; hij was de laatste vorst van het Huis Valois. Hendrik van Navarra spurtte naar Parijs. Karel van Bourbon bleef in gevangenschap ondanks het feit dat het parlement van Parijs hem erkende als koning van Frankrijk. Karel van Bourbon stierf in 1590, kort nadat hij zijn neef Hendrik IV van Bourbon per brief erkend had als nieuwe koning van Frankrijk.
Als aartsbisschop van Rouen volgde zijn neef, Karel II van Bourbon, hem op.

## Graf
Karel van Bourbon werd begraven in het Kartuizerklooster van Aubevoye. Zijn graf werd vernield bij een brand in de kerk in 1764 en een tweede maal bij de Franse Revolutie. Later werd zijn graf heropgebouwd in het kerkje Saint-George in Aubevoye.

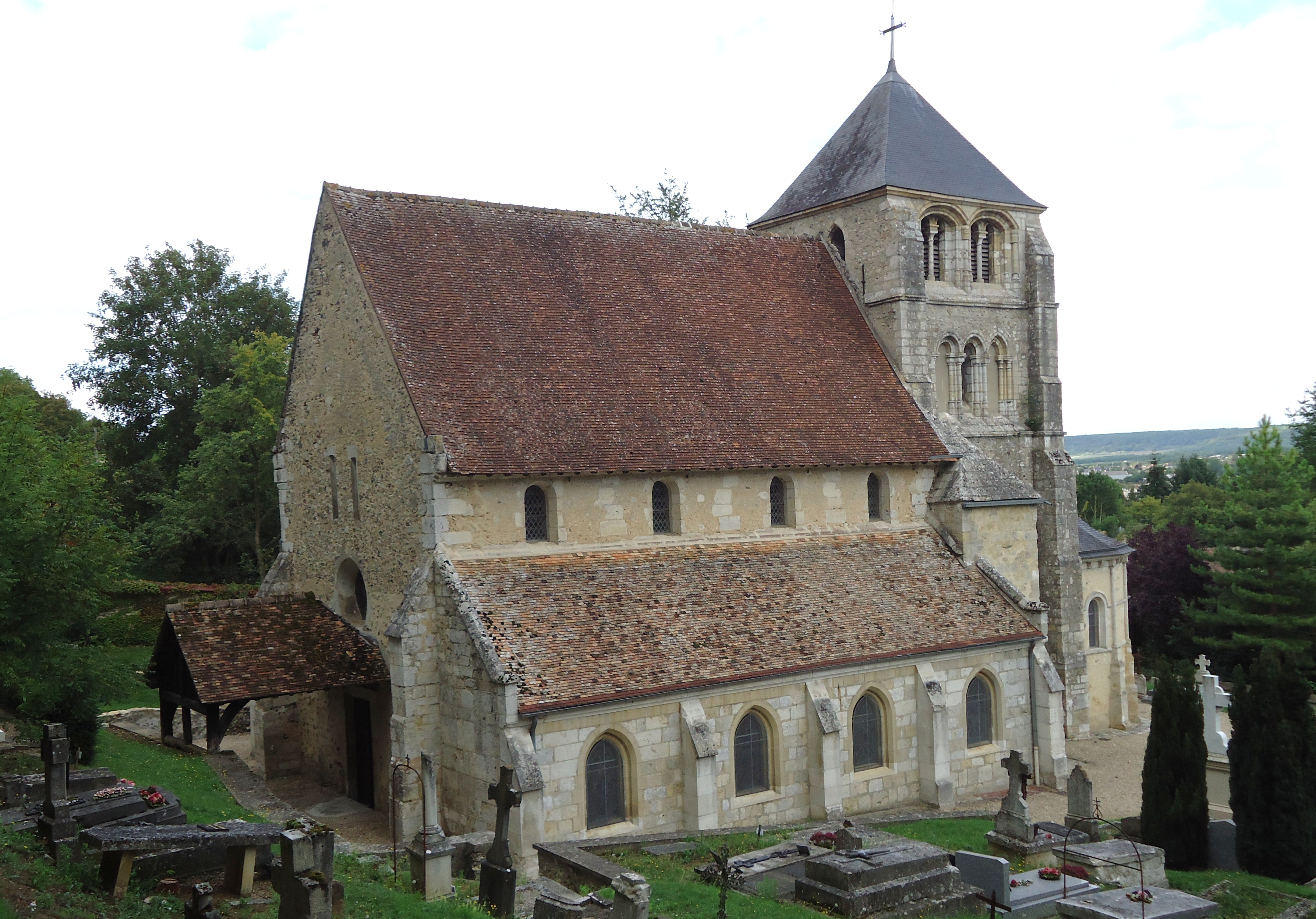
Graf voor de aartsbisschop van Rouen in de kerk van Aubevoye (Normandië)

- Biblioteca Nacional de España: XX1777802
- Bibliothèque nationale de France: cb13521503h (data)
- Gemeinsame Normdatei: 120334925
- International Standard Name Identifier: 0000 0001 2130 0668
- Library of Congress Control Number: nr94036741
- Nationale Bibliotheek van Israël: 987007424939205171
- Nederlandse Thesaurus van Auteursnamen: 069397767
- Istituto Centrale per il Catalogo Unico: BVEV032354
- SNAC: w6wm8rqn
- Système universitaire de documentation: 102128707
- Virtual International Authority File: 42667013
- WorldCat: E39PBJf4hvMq3HbbXMhtHRjV4q